# Mangora divisor
Mangora divisor là một loài nhện trong họ Araneidae.
Loài này thuộc chi Mangora. Mangora divisor được Herbert Walter Levi miêu tả năm 2007.